# Chamobates confusus
Chamobates confusus är en kvalsterart som beskrevs av Subías 2000. Chamobates confusus ingår i släktet Chamobates och familjen Chamobatidae. Inga underarter finns listade i Catalogue of Life.